# ODROID
ODROID è una famiglia di single board computer (SBC) creati dalla sudcoreana Hardkernel Co., Ltd. Il nome "ODROID" è una "parola macedonia" derivante dalla combinazione di "OPEN" + "ANDROID". La parola Open pone l'accento sull'idea di un sistema aperto e personalizzabile mentre la parola Android si riferisce al famoso sistema operativo mobile, che inizialmente era il sistema operativo principale per gli ODROID.
Oltre al sistema Android, molti sistemi ODROID sono in grado di eseguire anche le normali distribuzioni Linux.

## Hardware
Hardkernel ha rilasciato diversi modelli di ODROID. La prima generazione è stata lanciata nel 2009 che, negli anni seguenti, è stata seguita da modelli con specifiche superiori.
I modelli C sono dotati di un sistema Amlogic su chip (SoC), mentre i modelli XU sono dotati di un SoC Samsung Exynos. Entrambi includono un'unità di elaborazione centrale (CPU) ARM e un'unità di elaborazione grafica (GPU) integrata nel chip. Le architetture della CPU includono ARMv7-A e ARMv8-A, la memoria di bordo varia da 1 a 4GiB di RAM. La maggior parte dei modelli ODROID, come l'ODROID XU4 e l'ODROID N2, supporta l'installazione di un sistema operativo su scheda microSD. Alcuni modelli, come l'ODROID N2 e l'ODROID XU4, supportano anche l'installazione su un eMMC che offre prestazioni migliori rispetto alla microSD.
La maggior parte dei modelli offre porte USB 2.0 e 3.0 (miste), uscita HDMI e un jack audio da 3.5 mm. Gli ODROID mettono a disposizione anche dei PIN di GPIO che possono essere utilizzati per interfacciare vari componenti esterni come sensori, attuatori e displa. Molti modelli tra cui ODROID C2 e ODROID N2 supportano protocolli comuni come I²C.
I modelli attuali hanno una porta Gigabit Ethernet (8P8C).

### Specifiche
| Nome                                              | Anno | SoC principale                                     | CPU                                                                                            | GPU | RAM                                                                 | Storage | USB | Uscite Video | Ingressi Audio | Uscite Audio                                    | Rete                                                 | Periferiche                                                                  | Sorgente alimentazione | Dimensioni scheda                                                                         | OS                                             |
| ------------------------------------------------- | ---- | -------------------------------------------------- | ---------------------------------------------------------------------------------------------- | --- | ------------------------------------------------------------------- | --- | --- | --- | -------------- | ----------------------------------------------- | ---------------------------------------------------- | ---------------------------------------------------------------------------- | --- | ----------------------------------------------------------------------------------------- | ---------------------------------------------- |
| ODROID                                            | 2009 | Samsung S5PC100                                    | 833 MHz, ARM Cortex-A8                                                                         | | 512 MB DDR2                                                         | 2 GB microSD, 8 GB SDHC                                                                                            | USB, battery charging, serial port for system monitoring                                                                     | standard type-C HDTV | Mic            | 3.5mm jack                                      | Marvell 8686 & CSR BC4-ROM                           | 3-axis acceleration sensor                                                   | |                                                                                           | Android v2.1                                   |
| ODROID-U2                                         | 2012 | Samsung Exynos 4412                                | quad-core ARM Cortex-A9 @ 1.7 GHz                                                              | Mali-400 MP4 quad-core 440 MHz                                                                                        | 2 GB DDR2                                                           | microSD card slot, eMMC module socket                                                                              | 2 × USB A Host, 1 × ADB/Mass storage (micro USB)                                                                             | Micro HDMI connector |                | 3.5 mm jack and HDMI                            | 10/100 Ethernet (8P8C)                               |                                                                              | 5 V 2 A DC input (2.5 x 0.8 mm barrel connector) | 48 × 52 mm                                                                                | Android, Ubuntu, Arch Linux                    |
| ODROID                                            | 2012 | Samsung Exynos 4412                                | quad-core ARM Cortex-A9 @ 1.7 GHz                                                              | Mali-400 MP4 quad-core 440 MHz                                                                                        | 2 GB DDR2                                                           | SD card slot, eMMC module socket                                                                                   | 6 × USB A Host, 1 × ADB/Mass storage (Micro USB)                                                                             | Micro HDMI connector, RGB 24-bit LCD interface port | Mic            | 3.5 mm jack and HDMI                            | 10/100 Ethernet (8P8C)                               | expansion ports for GPIO, UART, I²C, SPI bus, ADC and LCD                    | 5 V 2 A DC input (2.5 x 0.8 mm barrel connector) | 90 × 94 mm                                                                                | Android, Ubuntu                                |
| ODROID-U3                                         | 2014 | Samsung Exynos 4412 Prime                          | quad-core ARM Cortex-A9 @ 1.7 GHz                                                              | Mali-400 MP4 quad-core 533 MHz                                                                                        | 2 GB LPDDR2 PoP (Package on Package)                                | microSD card slot, eMMC module socket                                                                              | 3 × USB 2.0 A Host 1 x USB 2.0 ADB/Mass Storage (Micro USB)                                                                  | Micro HDMI connector |                | 3.5 mm jack and HDMI                            | 10/100 Ethernet (8P8C)                               | expansion ports for GPIO, UART, I²C, SPI bus, PWM ADC and LCD                | 5 V 2 A DC input (2.5 x 0.8 mm barrel connector) | 83 × 48 mm                                                                                | Android, Ubuntu, Arch Linux                    |
| ODROID-XU                                         | 2013 | Samsung Exynos 5410 Octa                           | big.LITTLE ARM Cortex-A15 @ 1.6 GHz quad-core and ARM Cortex-A7 @ 1.2 GHz quad-core CPUs       | PowerVR SGX544MP3 (OpenGL ES 2.0, OpenGL ES 1.1, and OpenCL 1.1 EP)                                                   | 2 GB LPDDR3 PoP (Package on Package)                                | microSD card slot, eMMC 4.5 module socket                                                                          | 4 × USB 2.0 A Host 1 x USB 3.0 Host, 1 x USB 3.0 OTG                                                                         | Micro HDMI connector 1.4a output Type-D, MIPI DSI and touchscreen I²C ports |                | 3.5 mm jack and HDMI                            | 10/100 Ethernet (8P8C)                               | expansion ports for GPIO, UART, I²C, SPI bus, PWM ADC and LCD                | 5 V 4 A DC input (5.5 x 2.1 mm barrel connector) | 94 × 70 × 18 mm                                                                           | Android, Ubuntu                                |
| ODROID-XU3/XU3-Lite                               | 2014 | Samsung Exynos 5422 Octa                           | big.LITTLE ARM Cortex-A15 @ 2.0 GHz (Lite @ 1.8 GHz) quad-core and Cortex-A7 quad-core CPUs    | Mali-T628 MP6 (OpenGL ES 3.0/2.0/1.1 and OpenCL 1.1 Full profile)                                                     | 2 GB LPDDR3 RAM at 933 MHz (14.9 GB/s memory bandwidth) PoP stacked | microSD card slot, eMMC5.0 HS400 Flash Storage                                                                     | 4 × USB 2.0 A Host 1 x USB 3.0 Host, 1 x USB 3.0 OTG                                                                         | Micro HDMI connector 1.4a output Type-D, Integrated power consumption monitoring tool |                | 3.5 mm jack and HDMI                            | 10/100 Ethernet (8P8C)                               | expansion ports for GPIO, UART, I²C, SPI bus, PWM ADC and LCD                | 5 V 4 A DC input (5.5 x 2.1 mm barrel connector) | 94 × 70 × 18 mm                                                                           | Android, Ubuntu                                |
| ODROID-W (discontinued) (W for Wearable computer) | 2014 | Broadcom BCM2835                                   | ARM11 @ 700 MHz                                                                                | Broadcom VideoCore IV                                                                                                 | 512 MB DDR2 SDRAM                                                   | microSD card slot, eMMC module socket                                                                              | 1 x USB 2.0 Host | Micro HDMI connector 1.4a output Type-D |                |                                                 |                                                      | expansion ports for GPIO, MIPI input for camera, PWM ADC and real-time clock | 5 V input from Micro-USB socket | 60 x 36 mm                                                                                |                                                |
| ODROID-C1                                         | 2014 | Amlogic S805                                       | 4× Cortex-A5 @ 1.5 GHz                                                                         | Mali-450 MP2 | 1 GB DDR3 SDRAM                                                     | microSD card slot, eMMC module socket                                                                              | 4× USB 2.0 Host, 1× USB 2.0 OTG                                                                                              | Micro HDMI connector Type-D | —              | —                                               | 10/100/1000 Ethernet (8P8C)                          | expansion ports for console UART, IR receiver, GPIO, I²C, SPI, ADC           | 5 V 2 A DC input (2.5 x 0.8 mm barrel connector) | 85 × 56 mm                                                                                | Linux, Android                                 |
| ODROID-C1+                                        | 2015 | Amlogic S805                                       | 4× Cortex-A5 @ 1.5 GHz                                                                         | Mali-450 MP2 | 1 GB DDR3 SDRAM                                                     | microSD card slot, eMMC module socket                                                                              | 4× USB 2.0 Host, 1× USB 2.0 OTG                                                                                              | standard HDMI connector Type-A | —              | —                                               | 10/100/1000 Ethernet (8P8C)                          | expansion ports for console UART, IR receiver, GPIO, I²C, SPI, ADC           | 5 V input from Micro-USB socket | 85 × 56 mm                                                                                | Linux, Android                                 |
| ODROID-XU4                                        | 2015 | Samsung Exynos 5422                                | big.LITTLE ARM Cortex-A15 @ 2.0 GHz quad-core and ARM Cortex-A7 quad-core CPUs (ARMv7-A 32bit) | Mali-T628 MP6 (OpenGL ES 3.0/2.0/1.1 and OpenCL 1.1 Full profile)                                                     | 2 GB LPDDR3 RAM at 933 MHz (14.9 GB/s memory bandwidth) PoP stacked | microSD card slot, eMMC5.0 HS400 Flash Storage                                                                     | 1 × USB 2.0 A Host 2 x USB 3.0 Host                                                                                          | HDMI connector 1.4a output Type-A |                | HDMI                                            | 10/100/1000 Ethernet (8P8C)                          | expansion ports for GPIO, UART, I²C, I²S, SPI bus, PWM ADC                   | 5 V 4 A DC input (5.5 x 2.1 mm barrel connector) | 83 x 59 x 18 mm                                                                           | Linux (Ubuntu, Kali Linux, DietPi), Android    |
| ODROID-C2                                         | 2016 | Amlogic S905                                       | ARM Cortex-A53 (ARMv8 64bit) quad-core @ 1.5 GHz                                               | Mali-450 MP3 (3 Pixel +2 Vertex Shader) triple-core                                                                   | 2 GB DDR3 SDRAM at 912 MHz                                          | microSD card slot, eMMC module socket                                                                              | 4× USB 2.0 Host | Type-A HDMI 2.0 4K/60 Hz | —              | HDMI                                            | 10/100/1000 Ethernet (8P8C)                          | expansion ports for console UART, IR receiver, 40× GPIO, I²C, ADC            | 5 V 2 A DC input (2.5 x 0.8 mm barrel connector) | 85 × 56 mm                                                                                | Linux (Ubuntu, Arch Linux, DietPi), Android    |
| ODROID-H2                                         | 2018 | Intel Celeron J4105                                | 2.3 GHz Quad-core x86_64 processor                                                             | Intel UHD Graphics (Gen9.5) 600 (GT1) 700 Mhz                                                                         | Dual-channel Memory DDR4-PC19200 (up to 32 GB)                      | 2 x SATA 3.0 eMMC5.1                                                                                               | 2x USB 2.0 2x USB 3.0 Host                                                                                                   | 1 x DisplayPort 1.2 (up to 4K@60 Hz) 1 x HDMI 2.0 (up to 4K@60 Hz) |                |                                                 | 2x 10/100/1000 Ethernet                              |                                                                              | 14V ~ 20V 4A DC (5.5 x 2.1 mm barrel connector) | 110x110x43mm                                                                              | Ubuntu 18.10                                   |
| ODROID-N2                                         | 2019 | Amlogic S922X                                      | quad-core ARM Cortex-A73 (ARMv8-A, 1.8 GHz) and dual-core ARM Cortex-A53 (ARMv8-A, 1.9 GHz)    | Mali-G52 GPU with 6 x Execution Engines (846 Mhz)                                                                     | DDR4 4GiB or 2 GiB with 32-bit bus width                            | eMMC5.1 microSD | 4 x USB 3.0 Host 1 x USB 2.0 OTG port for Host or Device mode                                                                | 1 x HDMI 2.0 (up to 4K@60 Hz with HDR, CEC, EDID) 1 x Composite video (on 3.5mm TRRS jack) |                | Stereo audio up to 384 kHz (on 3.5mm TRRS jack) | 1 x GbE Ethernet (RJ45, supports 10/100/1000 Mbit/s) | expansion ports for console UART, IR receiver, 40× GPIO, I²C, ADC            | DC 7.5V ~ 18V (up to 25W) (5.5 x 2.1 mm barrel connector)                                                                                               | Board: 90mm x 90mm x 17mm Heatsink: 100mm x 91mm x 25mm                                   | Ubuntu 18.04 LTS Android 9 Pie DietPi          |
| ODROID-N2+                                        | 2020 | Amlogic S922X                                      | Quad-core ARM Cortex-A73 (ARMv8-A, 2.4 GHz) and dual-core ARM Cortex-A53 (ARMv8-A, 2.0 GHz)    | Mali-G52 GPU with 6 x Execution Engines (800 MHz)                                                                     | DDR4 4GiB or 2 GiB with 32-bit bus width                            | eMMC5.1 microSD | 4 x USB 3.0 Host (shares one single root hub) 1 x USB 2.0 OTG port for Host or Device mode                                   | 1 x HDMI 2.0 (up to 4K@60 Hz with HDR, CEC, EDID) 1 x Composite video (on 3.5mm TRRS jack) |                | Stereo audio up to 384 kHz (on 3.5mm TRRS jack) | 1 x GbE Ethernet (RJ45, supports 10/100/1000 Mbit/s) | expansion ports for console UART, IR receiver, 40× GPIO, I²C, ADC            | DC 7.5V ~ 16V (up to 2A) (5.5 x 2.1 mm barrel connector)                                                                                                | Board: 90mm x 90mm x 17mm Heatsink: 100mm x 91mm x 18.75mm                                | Ubuntu 20.04 LTS Android 9 Pie                 |
| ODROID-C4                                         | 2020 | Amlogic S905X3                                     | quad-core Cortex-A55 (ARMv8-A, 2.0 GHz)                                                        | Mali-G31 GPU MP2 (650 Mhz)                                                                                            | DDR4 4GiB with 32-bit bus width                                     | eMMC5.1 microSD | 4 x USB 3.0 Host 1 x USB 2.0 OTG port for Host or Device mode                                                                | 1 x HDMI 2.0 (up to 4K@60 Hz with HDR, CEC, EDID) |                |                                                 | 1 x GbE Ethernet (RJ45, supports 10/100/1000 Mbit/s) | expansion ports for console UART, IR receiver, 40× GPIO, I²C, ADC            | DC 7.5V ~ 17V (up to 25W) (5.5 x 2.1 mm barrel connector)                                                                                               | Board: 85mm x 56mm x 1.0mm Heatsink: 40mm x 32mm x 10mm                                   | Ubuntu 18.04 LTS Android 9 Pie DietPi          |
| ODROID-HC4                                        | 2020 | Amlogic S905X3                                     | Quad-core Cortex-A55 (ARMv8-A, 1.8 GHz)                                                        | Mali-G31 GPU MP2 (650 MHz)                                                                                            | DDR4 4GiB with 32-bit bus width 2640 MT/s (PC4-21333 grade)         | 2 x SATA microSD                                                                                                   | 1 x USB 2.0 Host | 1 x HDMI 2.0 (up to 4K@60 Hz with HDR, CEC, EDID) |                |                                                 | 1 x GbE Ethernet (RJ45, supports 10/100/1000 Mbit/s) | expansion ports for console UART, IR receiver, 5× GPIO                       | DC 14.5V ~ 15.5V (5.5 x 2.1 mm barrel connector) | Board: 84mm x 90.5mm x 25.0mm Heatsink: 40mm x 32mm x 10mm                                | Ubuntu 18.04 LTS                               |
| ODROID-H2+                                        | 2020 | Intel Celeron J4115                                | 2.3 GHz Quad-core x86_64 processor                                                             | Intel UHD Graphics (Gen9.5) 600 (GT1) 700 Mhz                                                                         | Dual-channel Memory DDR4-PC19200 (up to 32 GB)                      | 2 x SATA 3.0 eMMC5.1 m.2 nvme                                                                                      | 2x USB 2.0 2x USB 3.0 Host                                                                                                   | 1 x DisplayPort 1.2 (up to 4K@60 Hz) 1 x HDMI 2.0 (up to 4K@60 Hz) |                | S/PDIF out 3.5mm out                            | 2x 10/100/1000/2500 Ethernet                         | expansion ports for console UART, 24× GPIO                                   | 14V ~ 20V 4A DC (5.5 x 2.1 mm barrel connector) | 110x110x47mm                                                                              | Ubuntu 20.04 LTS Windows                       |
| ODROID-H3/H3+                                     | 2022 | Intel Celeron N5105 (H3) Intel Celeron N6005 (H3+) | 2.9 GHz Quad-core x86_64 processor (H3) 3.3 GHz Quad-core x86_64 processor (H3+)               | Intel UHD Graphics 24/32 EU up to 900 MHz                                                                             | Dual-channel Memory DDR4-PC23400 (up to 64 GB)                      | 2 x SATA 3.0 eMMC M.2 NVMe                                                                                         | 2x USB 2.0 Host 2x USB 3.0 Host                                                                                              | 1 x DisplayPort 1.2 (up to 4K@60 Hz) 1 x HDMI 2.0 (up to 4K@60 Hz) |                | S/PDIF out 3.5mm out                            | 2x 10/100/1000/2500 Ethernet                         | expansion ports for console UART, 24× GPIO                                   | 14V ~ 20V 4A DC (5.5 x 2.1 mm barrel connector) | 110x110x47mm                                                                              |                                                |
| ODROID-M1                                         | 2022 | Rockchip RK3568B2                                  | 1.992 GHz quad-core ARM Cortex-A55 processor                                                   | Mali-G52 MP2 graphics                                                                                                 | 8GB of LPDDR4 DRAM                                                  | 1 x SATA 3.0 eMMC5.1 microSD 42mm M.2 NVMe (PCIe M-key)                                                            | 2x USB 2.0 Host 2x USB 3.0 Host                                                                                              | 1 x HDMI 2.0 (up to 4K@60 Hz) 1 x MIPI-DSI LCD Interface (31 pin) |                | 3.5mm out, mono speaker out, HDMI               | 1x 10/100/1000 Ethernet                              | expansion ports for console UART, 24× GPIO                                   | DC 7.5V ~ 17V (up to 25W) (5.5 x 2.1 mm barrel connector)                                                                                               | 122x90x16mm                                                                               |                                                |
| ODROID-N2L                                        | 2022 | Amlogic S922X                                      | Quad-core ARM Cortex-A73 (ARMv8-A, 2.2 GHz) and dual-core ARM Cortex-A53 (ARMv8-A, 2.0 GHz)    | Mali-G52 GPU with 6 x Execution Engines (800 MHz)                                                                     | LPDDR4 4GiB or 2 GiB with 32-bit bus width                          | eMMC5.1 microSD | 1 x USB 3.0 Host 1 x USB 2.0 Host                                                                                            | 1 x HDMI 2.0 (up to 4K@60 Hz with HDR, CEC, EDID) |                |                                                 |                                                      | expansion ports for console UART, 40× GPIO, I²C, ADC                         | DC 7.5V ~ 16V (5.5 x 2.1 mm barrel connector) | Board: 69mm x 56mm x 22mm Heatsink: 100mm x 91mm x 18.75mm                                | Ubuntu 20.04 LTS Android 9 Pie EmuELEC (TBD)   |
| ODROID-M2                                         | 2024 | Rockchip RK3588S2 CPU                              | Quad-Core Cortex-A76 (2.3GHz +/- 0.1Ghz) Quad-Core Cortex-A55 (1.8GHz)                         | Mali-G610 GPU MP4 (1Ghz)64KB L1 instruction cache, 64KB L1 data cache, 512KB L2 cache, shared by Cortex-A76 processor | LPDDR5 8 or 16GiB with 64-bit bus width                             | 1 x 64GB eMMC embedded (soldered to the PCB) 1 x Micro SD slot (UHS-I SDR104) 1 x NVME M.2 SSD (PCIe 2.1 x 1 lane) | 1 x USB 2.0 host port 1 x USB 3.0 host port 1 x USB 3.0 Type-C (Data communication and DP Alt-Mode, Not a power source/sink) | 1 x HDMI 2.0 (up to 4K@60Hz with HDR, EDID) 1 x MIPI DSI Interface (30pin connector which is different from 31pin of the ODROID-M1) 1 x DP (via USB Type-C port) 1 x Debug serial console (UART) 1 x 40 pin GPIO and 1 x 14 pin GPIO |                |                                                 | 1 x GbE port (RJ45, supports 10/100/1000 Mbps)       | 1 x Debug serial console (UART) 1 x 40 pin GPIO and 1 x 14 pin GPIO          | 1 x DC jack: outer (negative) diameter 5.5mm inner (positive) diameter 2.1mm DC input voltage range: 7.5V ~ 15.5V (12V/2A power adapter is recommended) | Board Dimensions: 90mm x 90mm x 21mm Weight: 78g including heatsink, 58g without heatsink | Android 13, Ubuntu 20.04 LTS, Ubuntu 24.04 LTS |
| Nome                                              | Anno | SoC principale                                     | CPU                                                                                            | GPU | RAM                                                                 | Storage | USB | Uscite Video | Ingressi Audio | Uscite Audio                                    | Rete                                                 | Periferiche                                                                  | Sorgente alimentazione | Dimensioni scheda                                                                         | OS                                             |

## Software

### Sistemi operativi
| Nome OS           | Focus               | Kernel  | Userspace  | C2         | XU4        | U2         | U3         | N2         | N2+ | C4         | HC4 | GO Advanced | H2         | H3/H3+     | M1         | N2L |
| ----------------- | ------------------- | ------- | ---------- | ---------- | ---------- | ---------- | ---------- | ---------- | --- | ---------- | --- | ----------- | ---------- | ---------- | ---------- | --- |
| Ubuntu            | Desktop/Server      | Linux   | GNU/Debian | Supportato | Supportato | ?          | ?          | Supportato |     | Supportato |     | Supportato  |            | Supportato | Supportato |     |
| Karmbian          | Penetration testing | Linux   | GNU/Debian | Supportato | Supportato | ?          | ?          | Supportato |     | Supportato |     | ?           |            |            |            |     |
| Armbian           | Desktop/Server      | Linux   | GNU/Debian | Supportato | Supportato | ?          | ?          | Supportato |     | Supportato |     | ?           |            |            | Supportato |     |
| Kali Linux        | Penetration testing | Linux   | GNU/Debian | Supportato | Supportato | ?          | ?          | Supportato |     | Supportato |     | ?           |            |            |            |     |
| Volumio           | Audio web server    | Linux   | GNU/Debian | Supportato | (NO)       | ?          | ?          | ?          |     | ?          |     | ?           |            |            |            |     |
| Retropie          | Gaming              | Linux   | GNU/Debian | Supportato | Supportato | ?          | ?          | ?          |     | ?          |     | ?           |            |            |            |     |
| Happi             | Gaming              | Linux   | GNU/Debian | (NO)       | (NO)       | ?          | ?          | ?          |     | ?          |     | ?           |            |            |            |     |
| Android           | Mobile/HTPC         | Linux   | Android    | Supportato | Supportato | ?          | ?          | Supportato |     | Supportato |     | ?           |            |            | Supportato |     |
| LibreELEC         | HTPC                | Linux   | Kodi       | Supportato | Supportato | (NO)       | (NO)       | Supportato |     | Supportato |     | ?           |            |            |            |     |
| CoreELEC          | HTPC                | Linux   | Kodi       | Supportato | (NO)       | (NO)       | (NO)       | Supportato |     | Supportato |     | ?           |            |            |            |     |
| Arch Linux ARM    | Desktop/Server      | Linux   | GNU/Arch   | Supportato | Supportato | Supportato | Supportato | Supportato |     | ?          |     | ?           |            |            |            |     |
| Rune Audio        | Audio web server    | Linux   | GNU/Arch   | (NO)       | (NO)       | ?          | ?          | ?          |     | ?          |     | ?           |            |            |            |     |
| Lakka             | Gaming              | Linux   | GNU/Arch   | Supportato | Supportato | ?          | ?          | Supportato |     | Supportato |     | Supportato  |            |            |            |     |
| Fedora            | Desktop/Server      | Linux   | GNU/Fedora | (NO)       | (NO)       | ?          | ?          | ?          |     | ?          |     | ?           |            |            |            |     |
| Void Linux        | Desktop/Server      | Linux   | GNU        | Supportato | (NO)       | Supportato | Supportato | ?          |     | ?          |     | ?           |            |            |            |     |
| OpenBSD           | Desktop/Server      | BSD     | BSD        | ?          | ?          | ?          | ?          | Supportato |     | Supportato |     | ?           |            |            |            |     |
| NetBSD            | Desktop/Server      | BSD     | BSD        | (NO)       | (NO)       | ?          | ?          | ?          |     | ?          |     | ?           |            |            |            |     |
| Genode            | OS Framework        | base-hw | Genode     | (NO)       | (NO)       | ?          | ?          | ?          |     | ?          |     | ?           |            |            |            |     |
| batocera.linux    | Gaming              | Linux   | GNU/Arch   | Supportato | Supportato | (NO)       | (NO)       | Supportato |     | Supportato |     | Supportato  |            |            | Supportato |     |
| Home Assistant OS | Home Automation     | Linux   | GNU/Debian | Supportato | Supportato | ?          | ?          | Supportato |     | Supportato |     | ?           | ?          |            | Supportato |     |
| Windows           |                     | Intel   |            |            |            |            |            |            |     |            |     |             | Supportato |            |            |     |